# Anacleora haploocnema
Anacleora haploocnema är en fjärilsart som beskrevs av Louis Beethoven Prout 1922. Anacleora haploocnema ingår i släktet Anacleora och familjen mätare. Inga underarter finns listade i Catalogue of Life.